# Haus Koeningen (Werl)

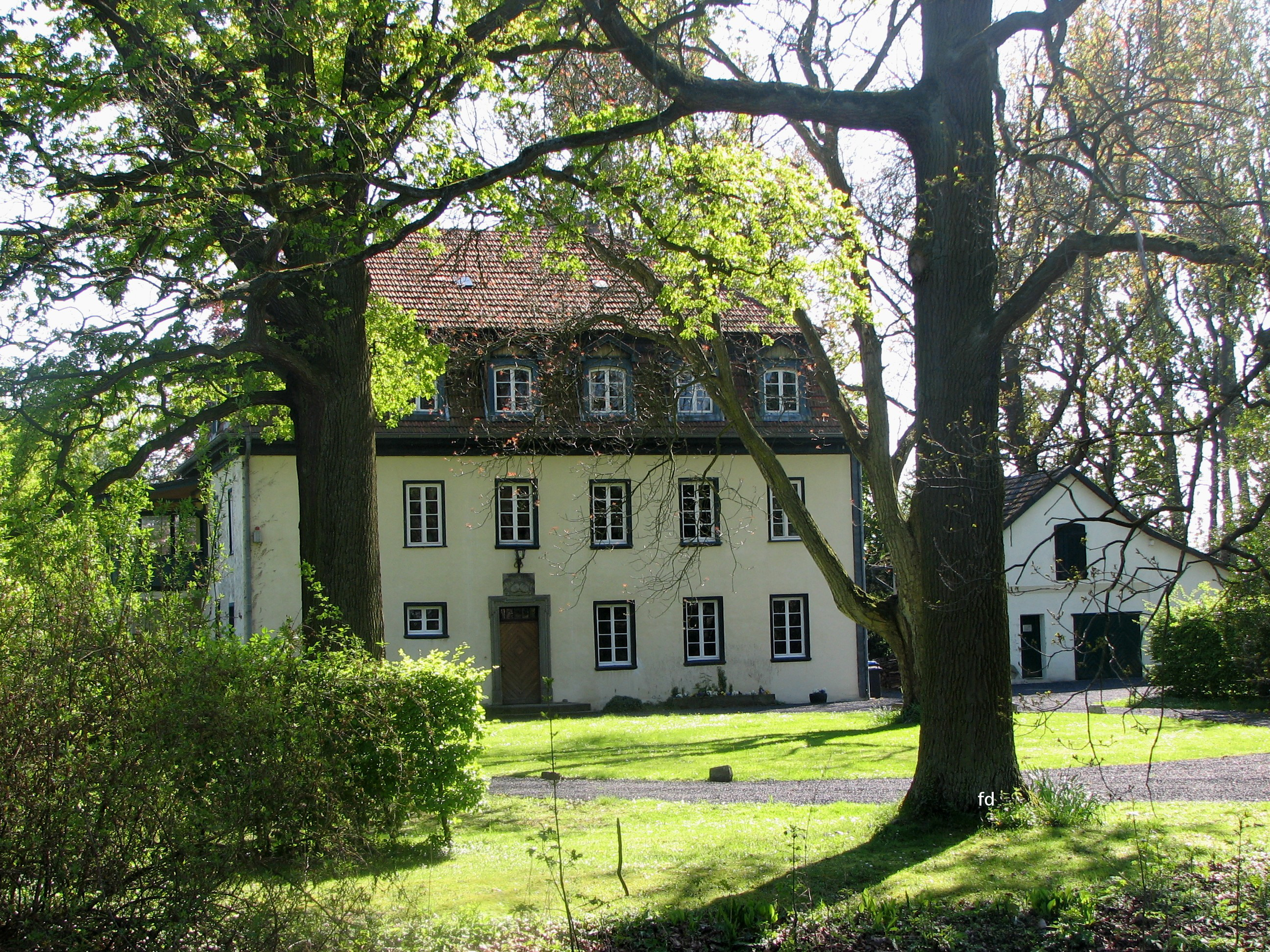
Haus Koeningen (2008)

Das Haus Koeningen ist ein denkmalgeschütztes Profangebäude in Werl, einer Stadt im Kreis Soest (Nordrhein-Westfalen).

## Geschichte und Architektur

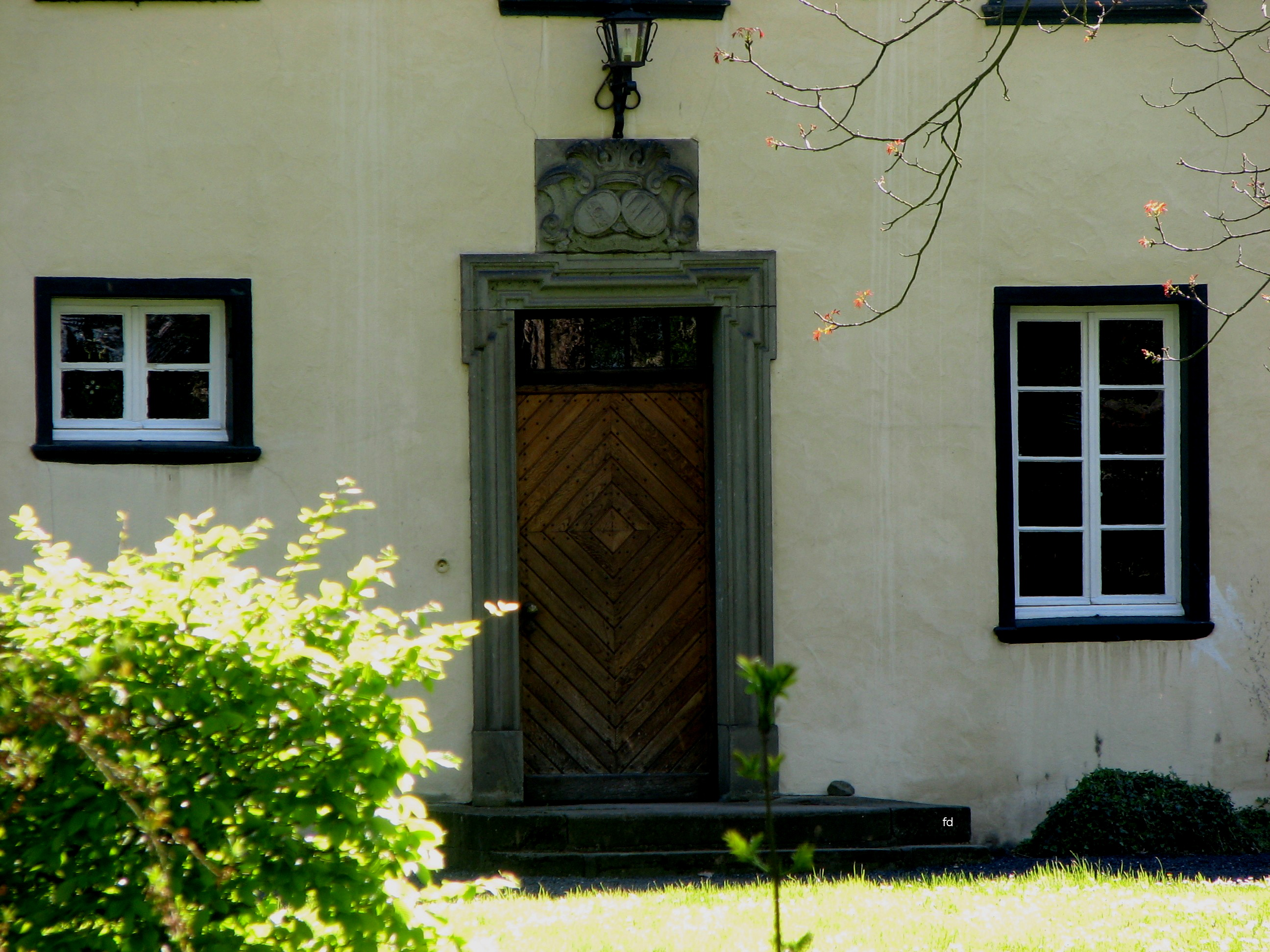

Das Haus wurde 1348 erstmals als Kölnisches Lehen urkundlich erwähnt. Am 1. Dezember 1485 wurde der Werler Bürgermeister Wilhelm Papen durch die Grafen von Tecklenburg mit dem Burghaus Koeningen (Koyninck) belehnt. Seine Ehefrau war Aleke von Lappe. Die Freiherren von Plettenberg-Hovestadt kauften die Lehnherrlichkeit 1691 von dem Grafen Klaus von Tecklenburg. Auch heute noch befindet sich das Haus im Besitz der Familie von Papen-Koeningen. Durch Erbstreitigkeiten wurde das Haus auch geteilt weiter vererbt. Es war umstritten, ob es sich um ein Mannlehen handelte. 1543 kam auf diese Weise ein Teil des Hauses an den Sälzer Erasmus Schöler über seine Ehefrau Katharina von Papen. Durch einen Vergleich vor dem Reichskammergericht gelangte 1626 der gesamte Besitz in die Hand von Bertram von Papen. Dietrich von Eickel heiratete dessen Tochter Anna und erlangte dann den gesamten Besitz. Gegen die Frauenlinie wurden 1683 und 1691 weitere Prozesse geführt, sie endeten mit einem Vergleich zugunsten des Wilhelm Albert von Papen. Die Söhne des Wilhelm Albert blieben unverheiratet. Das Haus wurde 1765 durch Goswin Kasper von Papen an seine jüngste Schwester Maria Antonette von Bendit vererbt. Auch deren Nachfahren verstarben kinderlos und so ging Koeningen an Anton Albert von Papen zu Westrich. Bis 2011 blieb das Haus Koeningen im Besitz des Neffen von Reichskanzler Franz von Papen. Bis 1938 wurde das Haus bei Leerstand des Herrenhauses an verschiedene Pächter verpachtet. Derzeit sind die landwirtschaftlich nutzbaren Flächen verpachtet.

## Beschreibung

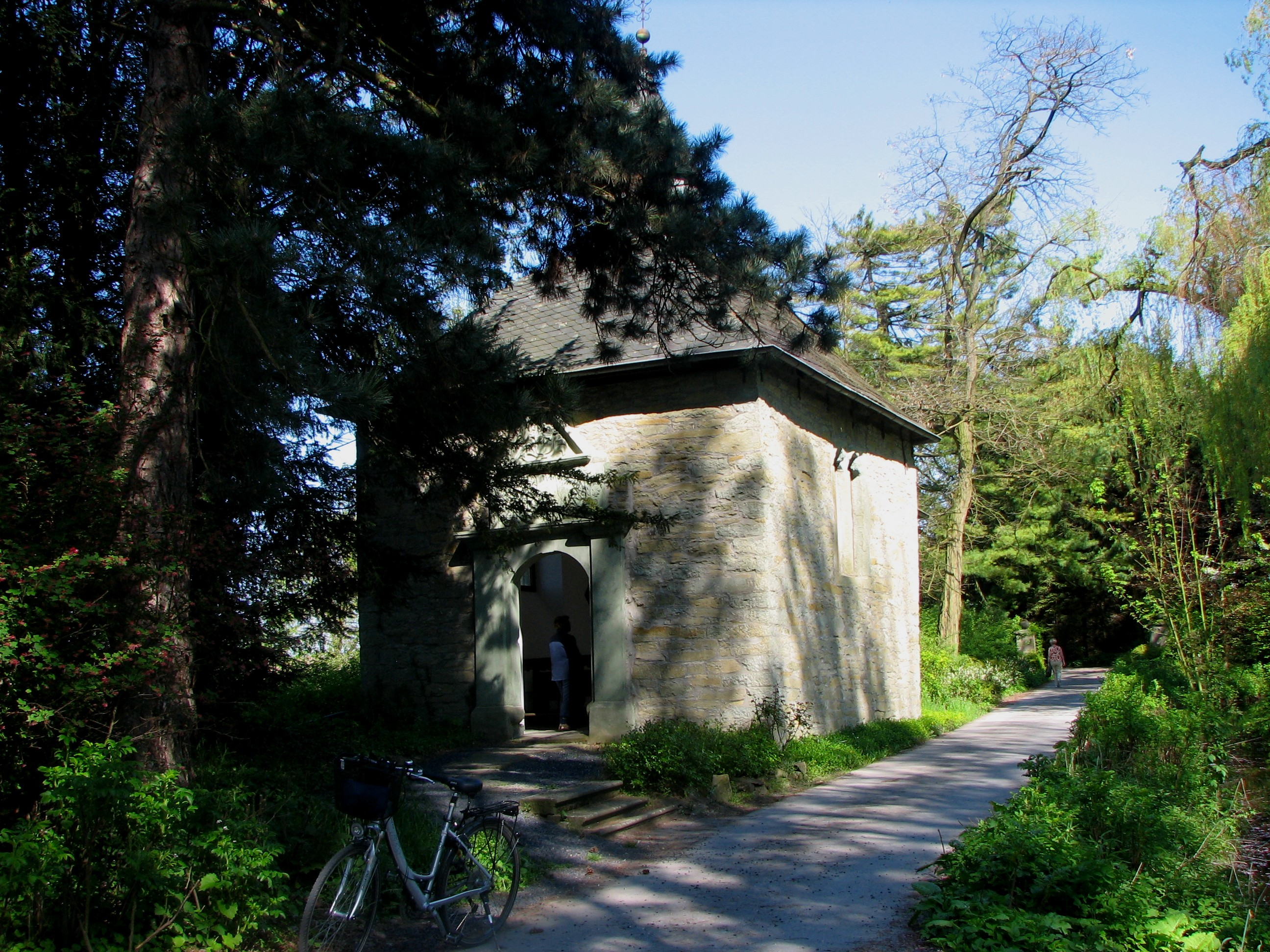

### Herrenhaus
Das umgräftete Herrenhaus aus verputztem Fachwerk ist zum Teil verschiefert. Das Dachgeschoss mit Mansarddach wurde 1923 aufgesetzt. Eingang mit Wappenrelief.

### Kapelle
Nördlich der Gräfte steht eine Kapelle aus Grünsandstein. Sie wurde 1698 errichtet. Der gerade geschlossene Chor ist eingezogen. Die Wände sind durch Kleeblattfenster und ein Wappenportal gegliedert. Dem Walmdach wurde ein Dachreiter aufgesetzt. Der Innenraum ist flach gedeckt. Im geschnitzten Altarretabel von der zweiten Hälfte des 17. Jahrhunderts wird ein Gemälde mit der Anbetung der Könige gezeigt.